# ジブチの国旗
ジブチの国旗（ジブチのこっき）は、1977年6月27日にフランスからの独立に伴い制定された。
旗地は三色であり、緑は国土を、水色は空を、白は平和をそれぞれ表し、赤い五稜星はソマリアを含むソマリ族の居住地域を表す。
旗のデザインは、独立運動を行なっていた独立アフリカ人民連盟(LPAI)が1972年より用いていた旗を基にしている。LPAIの旗は、旗竿側の三角部と星の色が現国旗と赤白反転した赤地に白星であった。

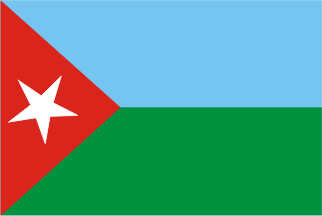
独立アフリカ人民連盟(LPAI)の旗

## 歴史的な旗

アダル・スルタン国の旗
オスマン帝国領アビシニアの旗
?フランス領ソマリランドの旗